# Herdé
Le herdé est une langue tchadique parlée au Tchad. Elle est proche des autres langues masa du Sud (ngeté, mesmé et pévé), mais il existe des différences linguistiques et sociolinguistiques entre elles.

## Nom
Le herdé est aussi appelé he’dé, ka’do herdé, kado (terme péjoratif) ainsi que zimé de Pala ou simplement zimé par les peuples extérieurs qui utilisent ce nom de façon générique pour désigner les langues masa du Sud.

## Localisation
Le herdé est parlé dans la ville de Pala et ses alentours dans le département de Mayo-Dallah, près de Léré dans le département du Lac Léré et près de Lamé dans la région du Mayo-Kebbi Ouest, ainsi que dans la région de Mayo-Kebbi Est au Tchad,.